# Bravo-Jahrescharts 1995
Die Bravo-Jahrescharts werden zum Jahresende von der Bravo-Redaktion als Hitliste erstellt. Die Jugendzeitschrift Bravo erscheint seit 1956 und enthält in jeder Wochenausgabe eine Hitliste, die von den Lesern gewählt wurde. Seit 1960 können die Bravo-Leser außerdem ihre beliebtesten Gesangsstars wählen und dekorieren sie mit dem Bravo Otto.

## Bravo-Jahrescharts 1995
1. Back for Good – Take That – 432 Punkte
2. Never Forget – Take That – 429 Punkte
3. An Angel – Kelly Family – 365 Punkte
4. Roses of Red – Kelly Family – 358 Punkte
5. Tears Don’t Lie – Mark ’Oh – 342 Punkte
6. Love Is Everywhere – Caught in the Act – 329 Punkte
7. Self Esteem – The Offspring – 306 Punkte
8. Let This Love Begin – Caught in the Act – 296 Punkte
9. Wish You Were Here – Rednex – 292 Punkte
10. Zombie – Cranberries – 255 Punkte
11. Stay Another Day – East 17 – 241 Punkte
12. This Ain’t a Love Song – Bon Jovi – 233 Punkte
13. Always – Bon Jovi – 224 Punkte
14. Why Why Why – Kelly Family – 203 Punkte
15. Schunder-Song – Die Ärzte – 196 Punkte
16. Sure – Take That – 194 Punkte
17. You Are Not Alone – Michael Jackson – 187 Punkte
18. Computerliebe – Das Modul – 165 Punkte
19. Basket Case – Green Day – 162 Punkte
20. Wonderful Days – Charly Lownoise & Mental Theo und außerdem My Arms Keep Missing You - Caught in the Act – 159 Punkte

## Bravo-Otto-Wahl 1995

### Popgruppe
1. Goldener Otto: Kelly Family
2. Silberner Otto: Caught in the Act
3. Bronzener Otto: Take That

### Rockgruppe
1. Goldener Otto: Bon Jovi
2. Silberner Otto: Die Ärzte
3. Bronzener Otto: Green Day

### Pop Sänger
1. Goldener Otto: Michael Jackson
2. Silberner Otto: DJ BoBo
3. Bronzener Otto: Mark ’Oh

### Pop Sängerinnen
1. Goldener Otto: Janet Jackson
2. Silberner Otto: Mariah Carey
3. Bronzener Otto: Whigfield